# Rasberg
De Rasberg is een heuvel in het Heuvelland gelegen tussen Maastricht en Berg in het zuiden van de Nederlandse provincie Limburg.
Op de Rasberg staat de Kruiskapel Rasberg en een windmotor.

## Wielrennen
De helling is onderdeel van de provinciale weg 590 (N590; in Berg en Terblijt meestal aangeduid als Rijksweg) en is meermaals opgenomen in de wielerklassieker Amstel Gold Race.